# Peine
Peine é uma cidade da Alemanha localizada no distrito de Peine, estado de Baixa Saxônia (Niedersachsen).